# V414 Близнецов
V414 Близнецов (лат. V414 Geminorum) — двойная затменная переменная звезда типа Беты Лиры (EB) в созвездии Близнецов на расстоянии приблизительно 3097 световых лет (около 950 парсек) от Солнца. Видимая звёздная величина звезды — от +10,83m до +10,61m. Орбитальный период — около 1,476 суток.

## Характеристики
Первый компонент — белая звезда спектрального класса A2. Радиус — около 3,33 солнечных, светимость — около 38,719 солнечных. Эффективная температура — около 7891 К.
Второй компонент — белая звезда спектрального класса A.